# Marie Narychkine
La princesse Marie Antonovna Narychkine (Мария Антоновна Нарышкина), née princesse Sviatopolk-Tchetvertinsky (Varsovie 1779-Starnberg 1854) est une aristocrate russe qui fut la favorite d'Alexandre Ier de Russie.

## Biographie
La princesse est issue d'une lignée de princes rurikides polonais, son père est le prince Antoine-Stanislas Światopełk-Czetwertyński et sa mère est née Kopenhausen. 
Elle est d'une grande beauté et se trouve à quinze ans demoiselle d'honneur (Fräulein) à la cour impériale. Elle épouse à seize ans le prince Dimitri Narychkine, âgé de trente-sept ans, Oberjägermeister à la cour, c'est-à-dire grand-maître de la maison impériale. Derjavine la décrit comme « douée de toutes les grâces d'Aspasie », d'où son surnom d'Aspasie du Nord, dans la bonne société de Saint-Pétersbourg qui la considère comme une courtisane. 
Elle s'attire les faveurs du tsarévitch Alexandre en 1799. Cette liaison ne choque que peu de monde à la cour, l'épouse du tsarévitch, Élisabeth Alexeïevna née princesse de Bade, ayant également des amants (Tout comme la feue tsarine Catherine II). A cette époque, l'aristocratie méprise la fidélité conjugale et admet l'adultère dans la mesure où il ne génère pas de scandale (ni d'enfants).  
Alexandre a vingt-deux ans et la belle Marie vingt. Leur liaison dure quinze ans.  En 1801, le tsarévitch devient tsar et en 1803, la princesse prend en vain conseil pour faire annuler le mariage de l'empereur  mais  l'Église orthodoxe s'y oppose fermement. 
Cependant l'empereur trouve auprès de sa maîtresse une seconde famille. Si son mariage ne lui a donné que deux filles mortes en bas âge, sa maîtresse lui donne trois filles ( qui, elles aussi, meurent jeunes)  et un fils, officiellement fils du prince Narychkine. En 1814/1815, elle l'accompagne au congrès de Vienne.  Cet affront fait à la tsarine et à la Maison de Bade, gène les diplomates et choque la "bonne société" de l'époque. Le prince Boris Galitzine évoque le sujet avec l'empereur et lui déclare qu'il sera jugé au tribunal divin, ce qui impressionne le souverain autocrate, traversé tout au long de sa vie de questions mystiques. La princesse habite alors Paniglgasse N°60. La maison est surveillée par les agents du baron Hager, chef de la police de Metternich qui s'inquiétait de savoir si les origines polonaises de la princesse pouvaient avoir une influence sur Alexandre.
A l'été 1818, après un dur combat intérieur, le tsar rompt avec sa maîtresse. Cependant, dans une lettre à sa sœur Catherine, devenue récemment reine de Wurtemberg, il qualifie de ma famille la princesse et ses enfants.

## Famille

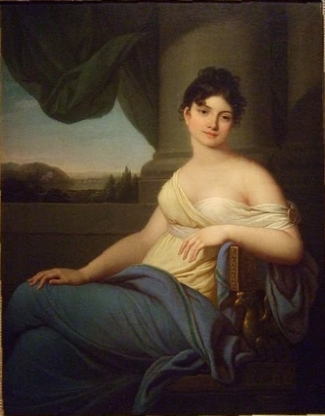
La princesse Narychkine en 1807 par Grassi (Dresde)

La princesse Narychkine a eu six enfants, dont trois meurent en bas âge :
- Marie Dimitrievna (1798-1871), qui est la véritable fille du prince Dimitri, et qui épouse le comte Nicolas Gouriev (1792-1849)
- Élisabeth (1803, morte en bas âge),
- Élisabeth (1804, morte en bas âge),
- Sophie (1808-1824), fille de l'empereur (unique enfant reconnu par l'empereur[2])
- Zénaïde (1810, morte en bas âge),
- Emmanuel Dimitrievitch Narychkine (1813-1901), fils de l'empereur (non reconnu) ?